# Baai van Ngaliema

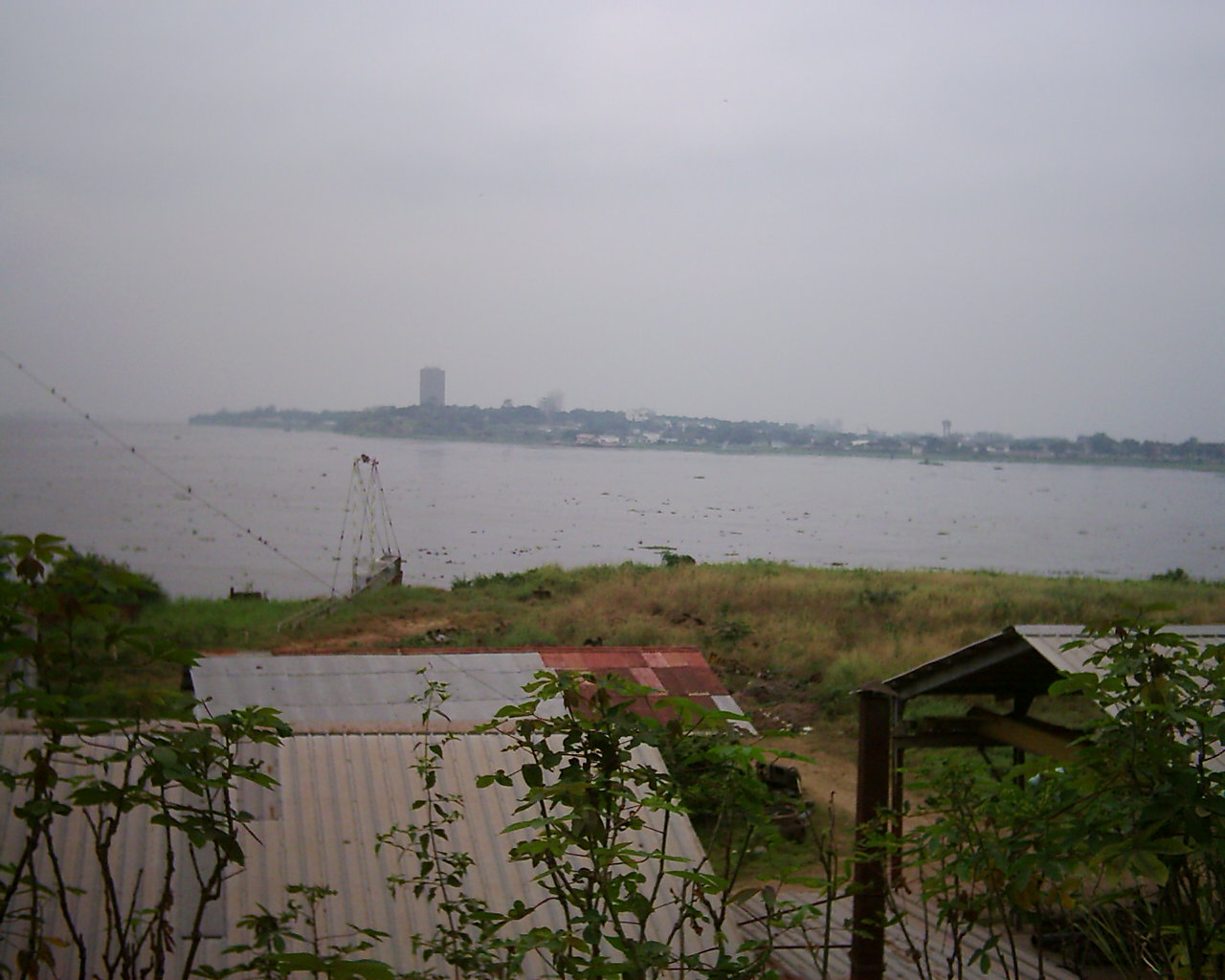

De baai van Ngaliema is een baai op de linkeroever van de Kongo, ten noordwesten van de stad Kinshasa, in de gemeentes Kintambo en Ngaliema.
Het was hier, de laatste schuilplaats voor stroomafwaarts de Livingstonewatervallen de Kongo onbevaarbaar maken, dat Henry Morton Stanley in 1879 ervoor koos om een handelspost op te richten waarmee hij het hele Kongobekken kon verkennen. Hij noemde het Léopoldville, ter ere van de sponsor van de expeditie, koning Leopold II van België.
De baai diende als de eerste haven van de stad en de oevers waren de thuisbasis van de eerste Europese nederzettingen. De rivier de Gombe mondt erin uit. De baai is vernoemd naar een lokaal stamhoofd, Ngaliema Insi, met wie Stanley te maken had.
| \| De 4 districten en 24 gemeentes van Kinshasa \| |                   |  |
| District Lukunga District Funa District Mont-Amba District Tshangu Brazzaville Kongo Pool Malebo M'Bamou Baai van Ngaliema Gombe Barumbu Kin. Ling. K.-V. Ng.-Ng. Kal. Banda- lungwa Kintambo Ngaliema Selembao Bumbu Makala Ngaba Lemba Limete Matete Kisenso Masina Ndjili Kimbanseke Nsele Mont-Ngafula N. M.-N. Ns. Kim. Maluku |                   |  |
| afkortingen: stadscentrum: Kinshasa (Kin.), Kasa-Vubu (K.-V.), Lingwala (Ling.), Ngiri-Ngiri (Ng.-Ng.) provinciekaart: Ngaliema (N.), Mont-Ngafula (M.-N.), Kimbanseke (Kim.), Nsele (Ns.) |                   |  |
| De 4 districten en 24 gemeentes van Kinshasa | Vlag van Kinshasa |  |